# Angiolo Gabrielli
Angiolo Gabrielli (nacido el 20 de enero de 1894 en Manciano-Toscana, y muerto el 11 de diciembre de 1973 en Colle Salvetti-Toscana) fue un ciclista italiano, profesional desde 1923 hasta 1926. Su mayor logro fue quedar tercero en el Giro de Italia 1924, quedando a casi dos horas del ganador Giuseppe Enrici.

## Palmarés
1923
- Giro del Casentino[1]
- Giro de las dos Provincias[2]

1924
- 3º en el Giro de Italia

1925
- Coppa San Giorgio[3]

## Resultados en Grandes Vueltas
Durante su carrera deportiva ha conseguido los siguientes puestos en las Grandes Vueltas:
| Carrera         | 1923 | 1924 | 1925 |
| --------------- | ---- | ---- | ---- |
| Giro de Italia  | -    | 3º   | Ab.  |
| Tour de Francia | -    | -    | -    |
| Vuelta a España | X    | X    | X    |

-: No participa

Ab.: Abandono

X: Ediciones no celebradas